# San Nicolás Tolentino (kommun)
San Nicolás Tolentino är en kommun i Mexiko.   Den ligger i delstaten San Luis Potosí, i den centrala delen av landet, 300 km norr om huvudstaden Mexico City.
Följande samhällen finns i San Nicolás Tolentino:
- San Nicolás Tolentino
- Laguna de Santo Domingo
- Morenos
- Ignacio Allende
- Las Golondrinas
- Carrizal de Guadalupe